# Романюк Олександр Іванович
Олександр Іванович Романюк (10 лютого 1933, село Широке, тепер Скадовського району Херсонської області — ?, село Широке Скадовського району Херсонської області) — український радянський діяч, ланковий механізованої ланки, голова колгоспу «Нове життя» (імені Ладичука) Скадовського району Херсонської області. Герой Соціалістичної Праці (11.05.1963). Депутат Верховної Ради УРСР 6—9-го скликань.

## Біографія
Народився у родині колгоспника. З 1948 року — колгоспник колгоспу «Нове життя» Скадовського району, тракторист Скадовської машинно-тракторної станції Херсонської області.
У 1952—1956 роках — служба в Радянській армії.
У 1956—1978 роках — ланковий механізованої ланки колгоспу «Нове життя» (з 1977 року — імені Ладичука) села Широке Скадовського району Херсонської області. Закінчив заочно Бехтерський сільськогосподарський технікум механізації сільського господарства.
Член КПРС з 1962 року.
Освіта вища. У 1976 році закінчив Херсонський сільськогосподарський інститут.
З 1979 року — голова колгоспу імені Ладичука села Широке Скадовського району Херсонської області.

## Нагороди
- Герой Соціалістичної Праці (11.05.1963)
- два ордени Леніна (11.05.1963;)
- орден Трудового Червоного Прапора
- орден Жовтневої Революції
- медалі
- лауреат Державної премії Української РСР в галузі науки і техніки (1975)
- заслужений меліоратор Української РСР (11.10.1968)
- значок «Знатний кукурудзовод України»